# Kleon
Kleon var en inflytelserik folkledare ("demagog") i Aten under förra delen av peloponnesiska kriget (431-404 f. Kr.).
Till yrket var han garvare, det vill säga ägare av en läderfabrik, vilken på forngrekiskt sätt bedrevs med hjälp av yrkeskunniga slavar.
Det lägre folkets ynnest och förtroende visste han att i hög grad tillvinna sig genom sitt dristiga uppträdande, sina hänsynslösa anfall mot de förnäme och åtskilliga för det stora flertalet välbehagliga mått och steg. Visserligen är det sant, att vår kännedom om Kleon är hämtad nästan uteslutande från två författare, Thukydides och Aristofanes, vilka var hans politiska motståndare, och att det därför är förenat med svårigheter att fullt opartiskt uppskatta hans person och verksamhet. Dock vittnar själva de historiska fakta i många fall för riktigheten av Thukydides skildring. Och den karikatyrbild av den hatade demagogen, som Aristofanes framställt i lustspelet Riddarna, synes åtminstone ej ha varit oigenkännelig.
Redan under Perikles livstid uppträdde Kleon som oppositionstalare och lyckades sätta i scen en anklagelse, på grund varav Perikles dömdes till penningböter. Hans inflytelserikaste period inträder dock först efter Perikles död, under åren 429-422 f. Kr. 
Han var den ivrigaste målsmannen för krigspolitiken och motarbetade med alla medel varje försök att bilägga stridigheterna mellan Aten och Sparta. Då den från Aten avfälliga staden Mytilene på ön Lesbos återerövrats av Paches (427), genomdrev Kleon i folkförsamlingen det ohyggliga
(sedermera mildrade) beslutet, att alla dess vapenföra medborgare skulle avlivas och de övriga invånarna säljas som slavar. 
425 lyckades atenarna att på ön Sfakteria vid Pylos innesluta en lacedaemonsk styrka av 420 man, varibland många spartiater, och för att rädda dem gjordes från Spartas sida fördelaktiga fredsanbud. Dessa förkastades på yrkande av Kleon, vilken erbjöd sig att, om man överlämnade befälet åt honom, inom 20 dagar bringa de belägrade spartanerna fångna till Aten. Med hjälp av den utmärkte fältherren Demosthenes lyckades han verkligen infria detta löfte. Denna framgång gav åt Kleon och krigspartiet en ännu mera avgjord övervikt; och då den spartanske fältherren Brasidas vunnit betydande fördelar i Tracien samt hotade att frånrycka atenarna deras viktiga besittningar i detta land, övertog Kleon själv befälet, men förlorade vid Amfipolis både drabbning och liv (422). 